# Lissonota michaelis
Lissonota michaelis är en stekelart som beskrevs av Rey del Castillo 1990. Lissonota michaelis ingår i släktet Lissonota och familjen brokparasitsteklar. Inga underarter finns listade i Catalogue of Life.